# Курцер, Марк Аркадьевич
Марк Арка́дьевич Ку́рцер (род. 30 июня 1957, Москва) — российский врач, акушер-гинеколог, профессор, академик РАН (2016; член-корреспондент РАМН с 2011), бизнесмен, создатель сети клиник «Мать и дитя», с 1994 года по сентябрь 2012 года — главный врач «Центра планирования семьи и репродукции человека» (ЦПСиР).

## Биография
- Родился 30 июня 1957 года в Москве. В 1974 году поступил во 2-й Московский государственный медицинский институт им. Н. И. Пирогова, там же окончил ординатуру в 1982 году.
- С 1982 по 1994 год работал ассистентом кафедры МОЛГМИ, затем доцентом кафедры, там же защитил кандидатскую диссертацию.
- В 1994 году назначен главным врачом «Центра планирования семьи и репродукции человека» (ЦПСиР), который возглавлял до сентября 2012 года.
- В 2001 году начал создавать сеть медицинских клиник «Мать и дитя», которая к 2012 году объединила 12 медицинских учреждений[3][4].
- В 2003 году назначен главным акушером-гинекологом Департамента здравоохранения города Москвы.
- В 2006 году открыл первый частный роддом в России[5].
- В декабре 2012 года влиятельным журналом «Forbes» был признан бизнесменом года в номинации «Пионер года» за «готовность ввязаться в смелое предприятие»[6].

## Научная деятельность
- 1983 год — кандидатская диссертация на тему: «Диагностика состояния плода во время родов по данным тканевого парциального напряжения кислорода».
- 1 октября 2001 года — докторская диссертация на тему «Перинатальная смертность и пути её снижения».

## Изобретения
- Способ лечения послеродового кровотечения путём наложения тампонирующих скобкообразных швов на матку[7]
- Способ лечения маточного послеродового кровотечения и двухбаллонный катетер для его осуществления[8]
- Способ подготовки незрелой или недостаточно зрелой шейки матки к родам при доношенной беременности, осложнённой преждевременным излитием светлых околоплодных вод[9]

## Карьера
Марк Курцер категорично высказался против родов на дому и создал сеть современных клиник «Мать и дитя», входящую в «МД Медикал Груп» (MDMG), медицинские учреждения которой расположены в таких городах как Москва, Санкт-Петербург, Уфа, Иркутск, Пермь, Тюмень, Киев и Самара.
12 октября 2012 года для этой сети успешно было проведено IPO, в результате которого она была оценена в $900 млн. При подготовке IPO Deutsche Bank сообщил, что в 2011 году рентабельность сети «Мать и дитя» (50 %) превысила рентабельность Газпрома (42,5 %). Средства, привлечённые в результате IPO будут потрачены на строительство нового медицинского центра в Уфе.
В 2016 году клиники ГК «Мать и дитя» провели наибольшее количество циклов ЭКО в России (14 004 цикла), став №1 в РФ.
В 2016 году основал сервис онлайн консультаций врачей Доктис. Со-инвесторами сервиса позже стали Российский фонд прямых инвестиций и Российской-Японский Инвестиционный Фонд.
По итогам 2018 года сеть клиник «Мать и дитя» возглавила рейтинг крупнейших частных клиник России, составленный журналом Forbes. В 2017 году выручка сети клиник, насчитывающей 39 медицинских учреждений в 24 городах России, составила 13,8 млрд рублей. Рыночная капитализация сети клиник «Мать и дитя» оценивается в $447 млн.
9 августа  2023 года головная компания холдинга — MD Medical — объявила о созыве внеочередного собрания акционеров по вопросу редомициляции в Россию. В 2024 году было зарегистрировано новое юрлицо в Калининградской области (остров Октябрьский) — МКПАО «МД Медикал Груп Инвестментс».

## Публикации
- Экстракорпоральное оплодотворение / М. А. Курцер, журнал «9 месяцев», март 2004 г.[20]
- Интранатальная охрана здоровья плода. Достижения и перспективы / Г. М. Савельева, М. А. Курцер, П. А. Клименко, О. Б. Панина, Л. Г. Сичинава, Р. И. Шалина — Акушерство и гинекология — 2005 — № 3 — С. 3—7.
- Перевязка внутренних подвздошных артерий как альтернатива гистерэктомии при массивных акушерских кровотечениях / М. А. Курцер, А. В. Панин, Л. В. Сущевич — Акушерство и гинекология — 2005 — № 4 — С. 12—15.
- Некоторые актуальные вопросы акушерства / Г. М. Савельева, Е. Я. Караганова, М. А. Курцер, А. Г. Коноплянников, О. Б. Панина, Р. И. Шалина — Акушерство и гинекология — 2006 — № 3 — С. 3—6.
- Иммунологические и молекулярно-биологические методы диагностики краснухи у беременных женщин, плодов и новорожденных / Э. А. Кузнецова, В. А. Гнетецкая, О. Ю. Шипулина, М. А. Курцер, Г. А. Шипулин — Акушерство и гинекология — 2007 — № 4 — С. 37—41.
- Значение перевязки внутренних подвздошных артерий в лечении массивных акушерских кровотечений / М. А. Курцер, И. Ю. Бреслав — Акушерство и гинекология — 2008 — № 6 — С. 18—22.
- Материнская смертность и пути её снижения / Г. М. Савельева, М. А. Курцер, Р. И. Шалина — Акушерство и гинекология — 2009 — № 3 — С. 11—14.
- Неиммунная водянка плода: диагностика и тактика / М. А. Курцер, В. А. Гнетецкая, О. Л. Мальмберг, М. Э. Белковская, Е. Н. Лукаш, Г. А. Шипулин, О. Ю. Шипулина, Ю. А. Тарасова, О. В. Пиксасова — Акушерство и гинекология — 2009 — № 2 — С. 37—40.
- Результаты пренатального скрининга хромосомной патологии в Москве / М. А. Курцер, В. А. Гнетецкая, В. В. Митькин, И. И. Калиновская, Ю. Ю. Кутакова — Акушерство и гинекология — 2010 — № 3 — С. 32—35.
- Ранняя диагностика хромосомной патологии плода по программе «Oscar» / В. А. Гнетецкая, М. А. Курцер, О. Л. Мальмберг, М. Э. Белковская, Н. Г. Панина, Е. В. Дубровина — Акушерство и гинекология — 2010 — № 1 — С. 24—28.
- Здоровье детей, рождённых после ЭКО / Г. М. Савельева, М. А. Курцер, Е. М. Карачунская, М. Е. Младова, М. А. Дронова, Г. Н. Буслаева — Акушерство и гинекология — 2010 — № 5 — С. 49—54.
- Истинное врастание плаценты (Placenta accreta). Консервативная терапия / М. А. Курцер, И. Ю. Бреслав, М. В. Лукашина, А. М. Штабницкий, Т. В. Алексеева, И. В. Платицын, Е. А. Землянская — Акушерство и гинекология — 2011 — № 4 — С. 118—122.
- Опыт осуществления органосохраняющих операций при врастании плаценты / М. А. Курцер, И. Ю. Бреслав, М. В. Лукашина, А. М. Штабницкий, А. В. Панин, Т. В. Алексеева, И. В. Платицин — Акушерство и гинекология — 2011 — № 8 — С. 86—90.

## Награды
- Орден «За заслуги перед Отечеством» II степени (23 июня 2020) — за значительный вклад в развитие здравоохранения и медицинской науки[21].
- Орден «За заслуги перед Отечеством» III степени (21 декабря 2016) — за большой вклад в развитие здравоохранения, медицинской науки и многолетнюю добросовестную работу[22].
- Орден «За заслуги перед Отечеством» IV степени (25 июня 2012) — за большой вклад в развитие науки, образования и многолетнюю плодотворную деятельность[23].
- Орден Почёта (21 мая 2007) — за достигнутые трудовые успехи и многолетнюю добросовестную работу[24].
- Медаль «В память 850-летия Москвы» (28 августа 1997) — за значительный вклад в развитие Москвы.
- Премия Правительства Российской Федерации в области науки и техники (2010)[25].
- Премия «Скрипач на крыше» в номинации «Человек-легенда» (2021) — за вклад в развитие российской медицины[26].
- Премия лучшим врачам России «Призвание» в номинации «Создание нового метода лечения — одномоментного проведения кесарева сечения и пластики внутренних органов» (2013)[27].[28]
- Почётный гражданин Московской области (19 сентября 2022)[29]
- Премия лучшим врачам России «Призвание» в номинации «За проведение уникальной операции, спасшей жизнь человека» за инновационную внутриутробную операцию по коррекции порока сердца у плода (баллонная вальвулопластика при критическом стенозе аортального клапана) (11 июня 2025)[30]